# 卡尔大公 (奥地利-泰申)
泰申公爵奥地利的卡尔大公（德語：Erzherzog Karl von Österreich, Herzog von Teschen，又称Karl von Österreich-Teschen），全名卡尔·路德维希·约翰·约瑟夫·洛伦茨（德語：Carl Ludwig Johann Joseph Laurentius von Österreich，1771年9月5日—1847年4月30日）， 奥地利帝國元帅，利奥波德二世和皇后玛丽亚·卢多维卡公主之子，弗朗茨二世之弟。尽管他患有癫痫病，但不影响他作为指挥官和奥地利军队的改革者。

## 青年和早期生涯
卡尔出生于意大利托斯卡纳大公国的佛罗伦萨，他的青少年时期在托斯卡纳、维也纳及荷兰（当时为奥地利的属国）度过。法国革命战争时他开始他的军事生涯，并与法军对抗。1792年，他在热马普战役指挥过一个旅的兵力，并在1793年的内尔温登战役和之后的阿尔登霍芬战役和中建立了自己的名声。在这一年，他成為比利时當地總督并获得陸軍中將军衔(Lieutenant Field Marshal)，不久晋升为上将。随后参加弗勒吕斯战役。

## 大革命戰爭
1795年他服役于莱茵军团，并在第二年被赋予领导所有莱茵河奥地利军队的权力。1796年他将茹尔当和莫罗的法军赶出，获元帅军衔。1799年在安贝格和维尔茨堡战役与茹尔当会战中再次击败茹尔当的军队，但遭到巨大损失，后被莫罗的法军击败并被迫离开德国。1797年他被派往意大利迎击波拿巴·拿破仑，在1799年的战役他再次迎战茹尔当，在奧斯特拉赫和史塔卡赫之战中打败他，随后入侵瑞士，在第一次苏黎世战役中击败马塞纳，重新进入德国并占领莱茵河。

## 拿破仑战争

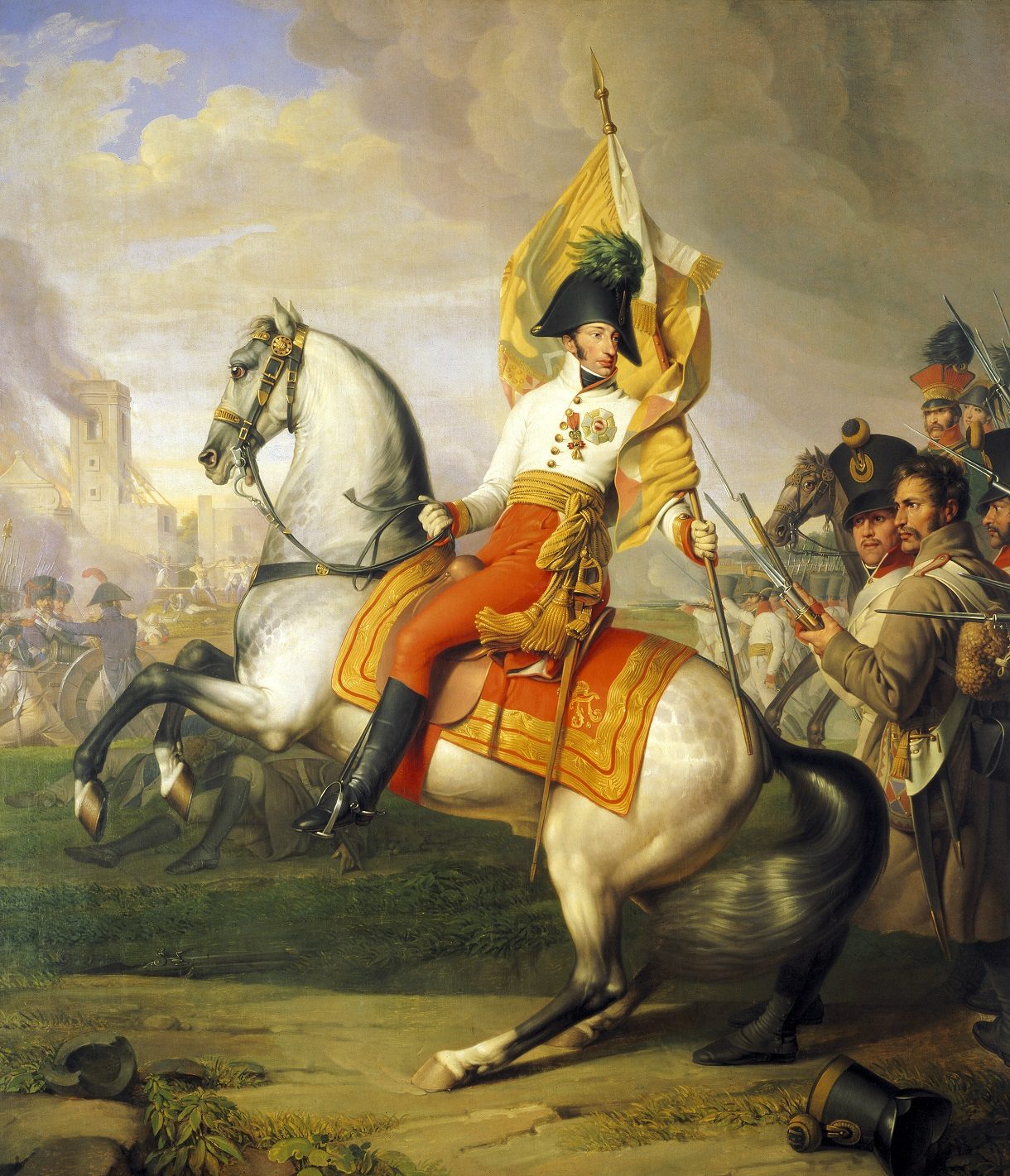
阿斯佩恩-艾斯林战役(May 21-22, 1809)中高舉軍旗穩定軍心的奥地利卡尔大公，不過，由於卡爾大公的體態瘦弱，他其實並未舉起過沉重的旗幟

因健康欠佳他被迫退休回到波西米亚，1801年升任奥地利军事委员会主席，锐意实施改革。由于受到阻挠，被迫于1805年1月辞职。霍恩林登战役后卡尔大公不得不作出斯泰尔停战决定，第二次反法同盟以来的连绵战事暂时告一段落。这给他赢得给他竖立塑像的荣耀和国家救世主的名声，但卡尔拒绝了。
1805年的战争，卡尔大公打算将主要军队留在意大利，与法军马塞纳元帅在北意大利开始卡尔迪耶罗战役，10月28日会战开始，31日结束，奧地利战败，随着缔结和平条约，他开始了积极的军队改革，此一成果后在1809首次得到了检验。
1806年2月弗朗茨二世重新任命他为奥地利军队总司令和军事委员会主席。1806年8月6日，法蘭茲二世被迫放棄神聖羅馬皇帝的封號，只保留奧地利皇帝頭銜，解散了神聖羅馬帝國。至此，歷經了844年的神聖羅馬帝國徹底宣告終結。法蘭茲二世再度被迫臣從於拿破崙和沙皇亞歷山大一世的提爾西特同盟中，不可干涉第七次俄土戰爭。法蘭茲二世還被迫以和親的方式，把女兒瑪麗·路易莎嫁給拿破崙。從此哈布斯堡王朝的勢力大幅度衰落，無法恢復對全歐洲的影響力。
1809年5月21-22日，在阿斯佩恩和艾斯林使拿破仑一世第一次遭到挫败。7月，瓦格拉姆会战失败后辞职。

## 晚年生活

卡尔大公家庭

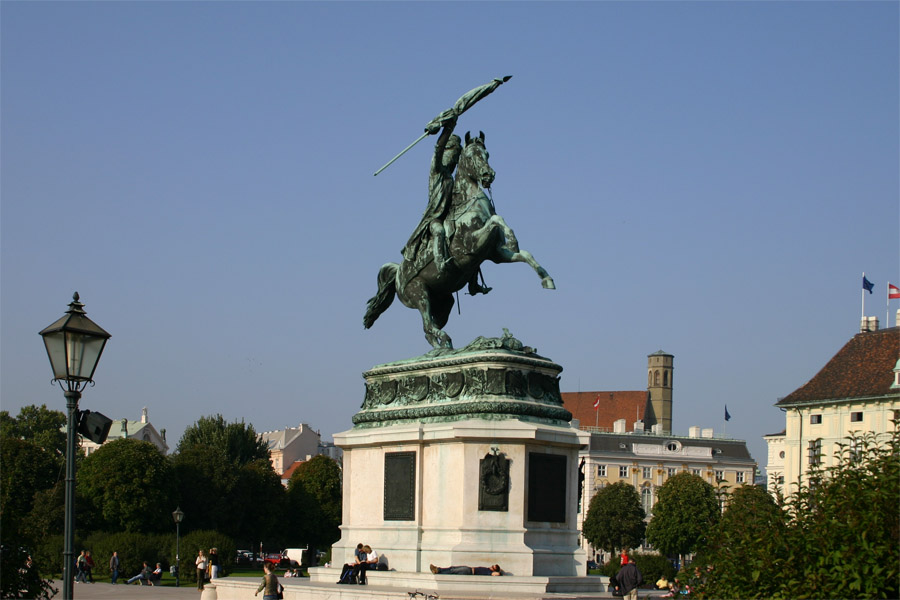
维也纳英雄广场的卡尔大公塑像

當奧地利加入第六次反法聯盟時，卡爾大公並未被賦予軍隊的指揮權，而是由施瓦岑貝格親王擔任，卡爾大公退休後除了在1815年擔任美因茨堡壘指揮官外，未再擔任公職，並在1822年繼任泰申公爵。
1815年9月15日（或17日），卡爾大公在魏爾堡與亨利埃特結婚。
1847年4月30日，卡爾大公在維也納逝世，並葬在维也纳皇家墓園第122號墓地。1860年在维也纳英雄广场竖立起了一座纪念他的雕像。

## 家庭
1815年，卡爾大公與拿騷-威爾堡的亨麗埃特結婚，兩人共有4子2女：
1. 瑪麗亞·特蕾莎（1816年—1867年），兩西西里王后
2. 阿爾布雷希特（1817年—1895年），泰申公爵
3. 卡爾·斐迪南（1818年—1874年）
4. 腓特烈·斐迪南（英语：Archduke Friedrich of Austria (1821–1847)）（1821年—1847年）
5. 瑪麗亞·卡羅琳娜（英语：Archduchess Maria Karoline of Austria）（1825年—1915年）
6. 威廉·法蘭茲（英语：Archduke Wilhelm Franz of Austria）（1827年—1894年）

## 工程
- Grundsätze der Kriegskunst für die Generale (1806)
- Grundsätze der Strategie erläutert durch die Darstellung des Feldzugs 1796 (1814)
- Geschichte des Feldzugs von 299 (1819)